# Президент Йемена
Президент Республики Йемен — высшее должностное лицо Республики Йемен. Является также главнокомандующим вооруженными силами Республики Йемен и главой исполнительной власти. Полномочия Президента определяются специальным разделом конституции Республики Йемен.
Первым Президентом республики Йемен (после её объединения) стал в октябре 1994 года Али Абдалла Салех. На этот пост он был избран парламентом страны. Через 5 лет после истечения срока полномочий Али Абдалла Салех был переизбран на пост Президента, но уже путём всенародных выборов. Вследствие ряда принятых конституционных поправок следующие выборы Президента Йемена состоялись через 7 лет, в 2006 году, и Али Абдалла Салех был вновь переизбран, теперь уже на третий срок. В ряде источников указывается, что Салех был Президентом Йемена с 1990 года, фактически же он в период 1990—1994 годов занимал пост председателя Президентского Совета Йемена.
В результате революционных событий в Йемене в 2011—2012 годах Али Абдалла Салех досрочно сложил с себя полномочия президента страны. На прошедших в феврале 2012 года выборах Президентом Йемена был избран Абд Раббо Мансур Аль-Хади, вступивший в должность 27 февраля 2012 года на 2-летний срок. До этого он дважды (с 4 июня по 23 сентября 2011 года и с 23 ноября 2011 года по 27 февраля 2012 года) исполнял обязанности президента страны. Мандат Хади был продлён ещё на год. Однако он остался у власти после истечения срока полномочий, а 22 января 2015 года на фоне восстания хуситов подал заявление об отставке. После его отставки власть фактически перешла к Революционному комитету. Однако 21 февраля 2015 года Хади отозвал своё заявление об отставке и вновь представился президентом в Адене. После занятия Адена хусситами он и его правительство перебрались в Эр-Рияд. Его занятие должности президента оспаривается председателем Верховного политического совета хуситов Махди аль-Машатом.

## Список глав государства

### КоролиЙеменского Мутаваккилийского королевства
| Номер | Имя                            | Портрет | Начало полномочий | Окончание полномочий | Примечания                                                   |  |  |  |  |  |  |
| 1-й   | Яхья бен Мухаммед Хамид-ад-Дин |         | 30 октября 1918   | 17 февраля 1948      | Имам Зейдитов с 4 июня 1904 года. Убит находясь в должности. |  |  |  |  |  |  |
| 2-й   | Ахмед бен Яхья Хамидаддин      |         | 17 февраля 1948   | 19 сентября 1962     | Скончался находясь в должности.                              |  |  |  |  |  |  |
| 3-й   | Мухаммад аль-Бадр              |         | 19 сентября 1962  | 26 сентября 1962     | Свергнут в ходе переворота 1962 года.                        |  |  |  |  |  |  |
| —     | Мухаммад аль-Бадр              |         | 27 сентября 1962  | март 1970            | В изгнании.                                                  |  |  |  |  |  |  |

### ПрезидентыДемократической Республики Йемен(1994)
| Номер | Имя                | Портрет | Начало полномочий | Окончание полномочий | Примечания                                                      |  |  |  |  |  |  |
| 1-й   | Али Салем аль-Бейд |         | 21 мая 1994       | 7 июля 1994          | Президент самопровозглашённой Демократической Республики Йемен. |  |  |  |  |  |  |

### ПрезидентыЙемена(после объединения 1990 года)
| Номер | Имя                   | Портрет | Начало полномочий | Окончание полномочий | Примечания |  |  |  |  |  |  |
| 1-й   | Али Абдалла Салех     |         | 1 октября 1994    | 27 февраля 2012      | Президент Йеменской Арабской Республики в 1978 года — 1990 гг., Председатель Президентского Совета Йемена в 1990 — 1994 гг. Ушел в отставку в ходе Революции 2011 года. |  |  |  |  |  |  |
| 2-й   | Абд Раббо Мансур Хади |         | 27 февраля 2012   | 22 января 2015       | Подал в отставку в ходе Йеменского кризиса . В дальнейшем Хади отозвал прошение об отставке.                                                                            |  |  |  |  |  |  |

### Главы государства во времявойны 2014—настоящее время
| № | Имя | Имя                      | Срок полномочий   | Срок полномочий  | Примечания |
| № | Имя | Имя                      | Начало полномочий | Конец полномочий | Примечания |
| - | --- | ------------------------ | ----------------- | ---------------- | --- |
| — |     | Яхья Али аль-Раи         | 22 января 2015    | 6 февраля 2015   | Исполняющий обязанности президента согласно Конституции (одновременно Председатель Палаты представителей).                                                          |
| 2 |     | Абд Раббо Мансур Хади    | 21 февраля 2015   | 7 апреля 2022    | 21 февраля 2015 Хади удалось бежать из Саны в Аден, где он сделал заявление об отзыве своего заявлении об отставке. Оспаривалось Революционным комитетом.           |
| 3 |     | Ришад Мухаммед аль-Алими | 7 апреля 2022     | Настоящее время  | 7 апреля 2022 Хади передал свои полномочия Президентскому Руководящему Совету во главе с Ришадом Мухаммедом аль-Алими. Оспаривается Верховным Политическим Советом. |

| № | Имя | Имя                   | Срок полномочий   | Срок полномочий  | Примечания                                                                                               |
| № | Имя | Имя                   | Начало полномочий | Конец полномочий | Примечания                                                                                               |
| - | --- | --------------------- | ----------------- | ---------------- | --- |
| — |     | Мухаммед Али аль-Хуси | 6 февраля 2015    | 14 августа 2016  | Как председатель Революционного комитета. Оспаривалось Мансуром Хади.                                    |
| — |     | Салех ас-Самад        | 14 августа 2016   | 19 апреля 2018   | Как председатель Верховного Политического Совета. Оспаривалось Мансуром Хади. Убит находясь в должности. |
| — |     | Махди Аль-Машат       | 19 апреля 2018    | настоящее время  | Как председатель Верховного Политического Совета. Оспаривается Президентским Руководящим Советом.        |

| № | Имя | Имя                 | Срок полномочий   | Срок полномочий  | Примечания |
| № | Имя | Имя                 | Начало полномочий | Конец полномочий | Примечания |
| - | --- | ------------------- | ----------------- | ---------------- | --- |
| — |     | Айдарус аль-Зубаиди | 11 мая 2017       | настоящее время  | Как президент Южного Переходного Совета. Оспаривается Верховным Политическим Советом и Президентским Руководящим Советом, до этого Мансуром Хади. |